# Hagalunds naturreservat
Hagalunds naturreservat är ett naturreservat i Enköpings kommun i Uppsala län.
Området är naturskyddat sedan 2005 och är 37 hektar stort. Reservatet består av gamla grova lindar, hassellundar samt gran, tall och andra lövträd.